# Catenaria
Catenaria — рід грибів родини Catenariaceae. Назва вперше опублікована 1876 року.

## Класифікація
До роду Catenaria відносять 11 видів:
- Catenaria allomycis
- Catenaria anguillulae
- Catenaria auxiliaris
- Catenaria indica
- Catenaria pygmaea
- Catenaria ramosa
- Catenaria sphaerocarpa
- Catenaria spinosa
- Catenaria uncinata
- Catenaria vermicola
- Catenaria verrucosa